# برنيس إدواردز
برنيس إدواردز (بالإنجليزية: Bernice Edwards) هي موسيقية ومغنية أمريكية، ولدت في 1910 في كاتي في الولايات المتحدة، وتوفيت في 26 فبراير 1969 في هيوستن في الولايات المتحدة.

## روابط خارجية
- برنيس إدواردز على موقع ميوزك برينز (الإنجليزية)
- برنيس إدواردز على موقع أول ميوزيك (الإنجليزية)